# Nicolaï Ivanovitch Yourassoff
Nicolaï Ivanovitch Yourassoff (Николай Иванович Юрасов, transcription moderne Nikolaï Ivanovitch Iourasov), né le 19 juin 1833 à Saint-Pétersbourg et mort le 13 août 1906 à Nice où il est inhumé, est un artiste-peintre paysagiste dans la tradition d’Alexandre Calame et diplomate du milieu du XIXe siècle.

## Biographie
(août 2016).

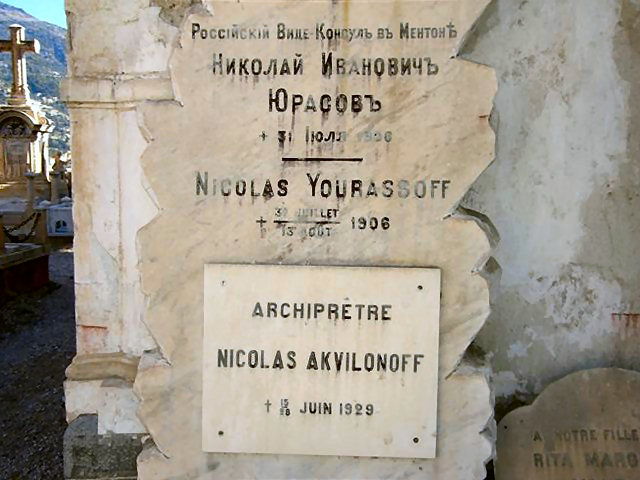
Pierre tombale Nicolaï Yourassoff

Nicolaï Ivanovitch Yourassof nait à Saint-Pétersbourg en 1833. Son père est Ivan Yourassov et sa mère Ekaterina Bolchakova, ils font partie de la petite aristocratie russe. Il a une sœur, Elisabetha Ivanovna qui épousera le futur général Mikhail Nikolaïevitch Bolchev.
En 1852, il entame des études d'art pictural à l'Académie des Beaux-Arts de Saint-Pétersbourg et y reçoit la médaille d'argent à deux reprises : 1858 et 1861.
En 1861, à la suite de sa seconde médaille, il est envoyé, sur Décret Impérial, durant trois ans perfectionner son art à l'étranger. Il n'est donc pas présent à Saint-Pétersbourg lors de la fameuse Révolte des Quatorze.
Il est diplômé Artiste sans grade (simple) de l'Académie en 1867 et en 1869, il est diplômé Artiste de grade 3  de l'Académie.
À une date non connue, mais avant 1875, il épouse la comtesse Maria von Grade Machaneva avec laquelle il aura deux fils.
En 1875, il est à Rome où nait son premier fils Valérien à la Piazza Barberini. Le domicile mentionné sur l'acte de naissance est Menton en France.
En 1876, il est à Tende (alors partie de la province de Coni en Italie) où nait son second fils Nicolas.
Il émigre avec sa famille à Nice en 1877. Le choix de cette destination est essentiellement dicté par la beauté des paysages maritimes qu'il apprécie particulièrement peindre et sans doute aussi par la présence d'une importante colonie russe. De très nombreux de ses tableaux  seront peints dans la région niçoise.
En 1884, il établit le dessin de la chapelle orthodoxe du cimetière du Vieux-Château à Menton.
Il meurt le 13 août 1906 des suites d'une tuberculose et est inhumé dans la chapelle qu'il a dessinée 22 ans plus tôt et où il sera rejoint en 1911 par sa petite-fille Rita décédée prématurément à l'âge de 7 ans. Les deux pierres tombales sont encore visibles à l'entrée de la chapelle.

### Diplomatie
Dans les années 1870 - 1890, Nicolaï Ivanovitch Yourassoff occupe divers postes diplomatiques, il est vice-consul de Russie successivement à Paris, Menton et Nice.

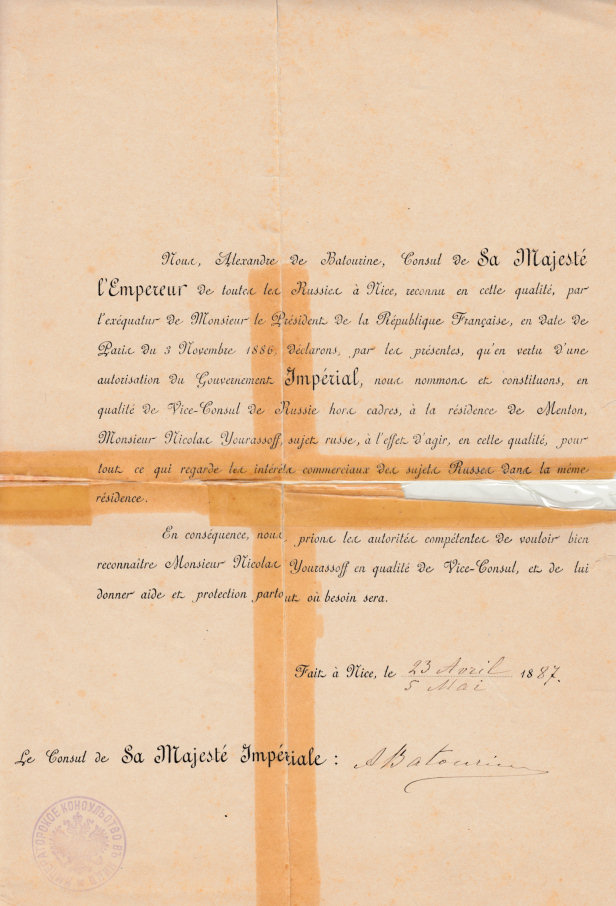

Il est nommé comme vice-consul de Russie à Menton le 5 mai 1887 (23.4.1887 julien) par Alexandre de Batourine consul de sa majesté l'Empereur de toutes les Russies à Nice. Il est également actif au consulat de Russie à Nice.
Anton Tchekhov écrit de lui en 1890 : 

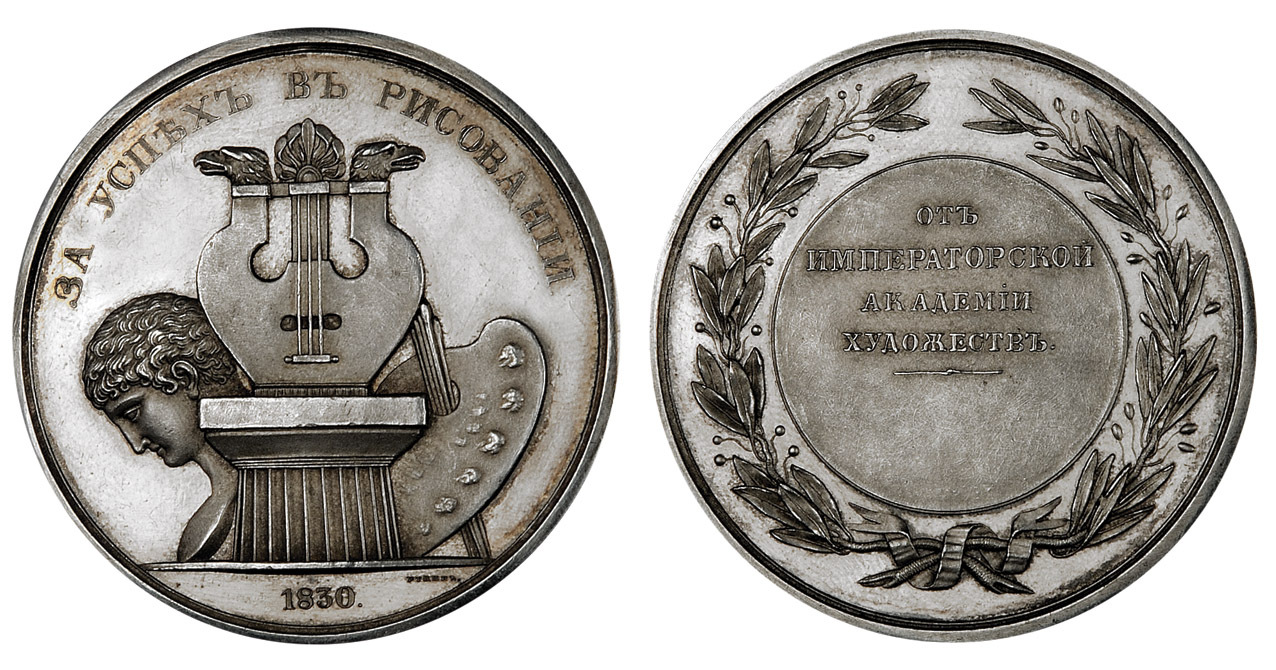
Médaille d'argent de l'Académie impériale des beaux-arts.

« C'est un excellent homme, d'une bonté exemplaire et d'une énergie infatigable [...] qui a apporté soutien, compassion et empathie aux malades et opprimés ».

### Peintures et œuvres

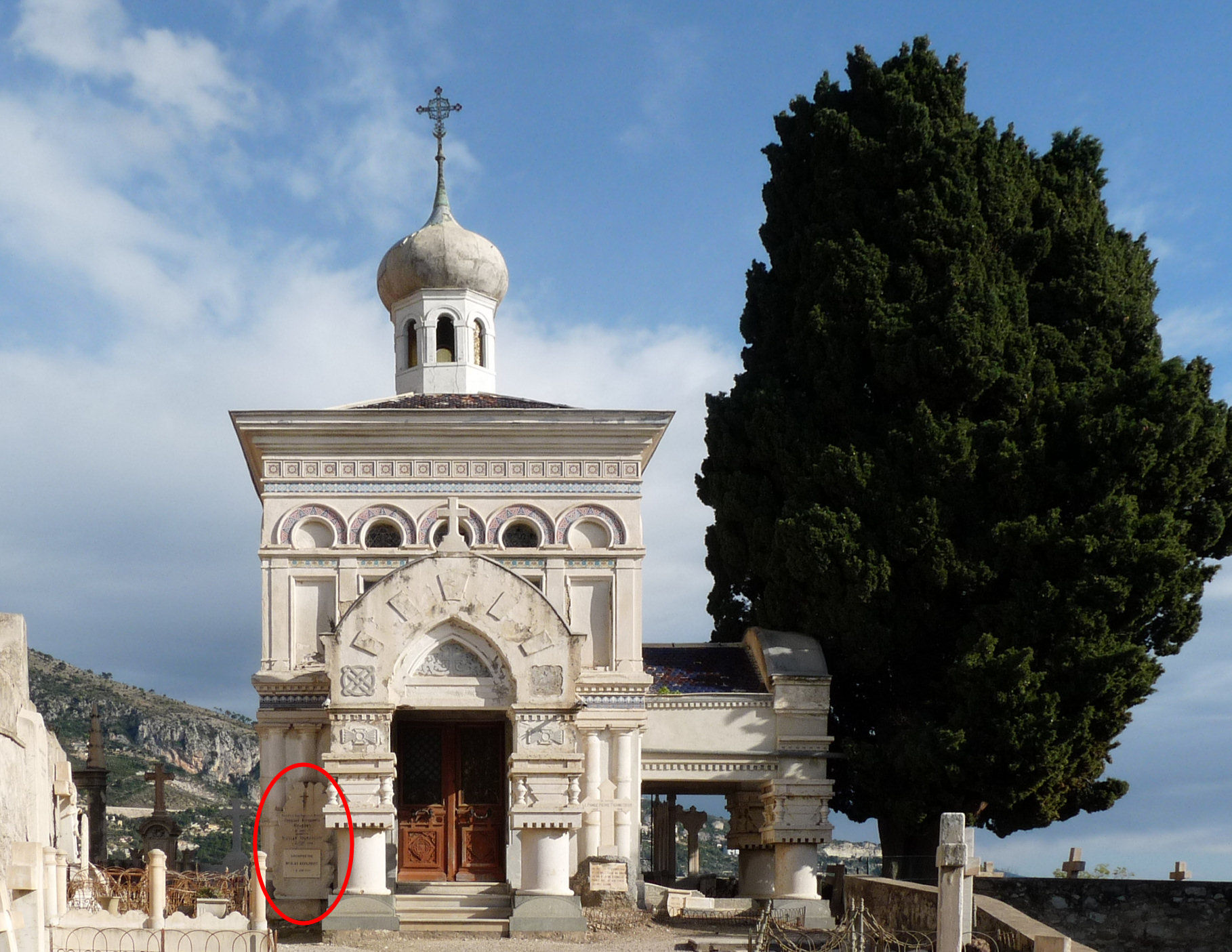
Chapelle orthodoxe du Vieux-Château à Menton. L'emplacement de la pierre de Yourassoff est indiqué.

Nicolaï Ivanovitch Yourassoff a peint plus de 300 tableaux paysagers - sa spécialité - et quelques œuvres pieuses. La plupart de ses tableaux ont été légués à sa mort par ses fils au musée de l'Ermitage à Saint-Pétersbourg. Ils ont par la suite été déplacés dans le musée des peintres russes.
Parmi les œuvres encore exposées en France, figurent particulièrement une représentation de saint Alexandre Nevsky et une de sainte Marie Madeleine derrière le Golgotha, toutes deux dans la nef principale de la cathédrale russe orthodoxe Saint Nicolas de Nice.
En 1884, Nicolaï Ivanovitch dessine les plans de la future chapelle orthodoxe du cimetière du Vieux-Château à Menton dont la construction fut décidée par le Comte Nikolaï Alexeïevitch Protassov-Bakhmetev et achevée en 1886. La pierre tombale de Nicolaï Ivanovitch Yourassoff est actuellement dressée contre la façade à gauche du portique d'entrée, aux côtés de celle de sa petite-fille Rita.
En 1892, Nicolaï Ivanovitch Yourassoff participe à la réalisation de l'icône de l'autel de la Résurrection du Christ et du retable de l’ascension dans l'église russe de Menton, l’église de la Sainte Vierge et saint Nicolas le Thaumaturge dont la construction dura de juin à novembre 1892.

### Relations enRussie
La famille Yourassof était liée à la famille Romanov, Nicolaï Ivanovitch a été durant sa vie active officier auprès du Tsar Nicolas II.
Durant ses jeunes années en Russie, il côtoie des personnages comme Fiodor Dostoïevski et son frère Mikhaïl, qui ont tous deux habités chez lui dans les années 1860 à Saint-Pétersbourg au 25 rue Nadejdinskaïa au moment de la fondation de la revue Vremia,,. Ou encore Apollon Grigoriev.
L'épouse de Nicolaï Ivanovitch Yourassoff, Maria von Grade Machaneev eut Franz Liszt comme professeur de piano.

### Relations russes en France
N.I. Yourassosf était une personnalité reconnue au sein de la nombreuse colonie russe de la Côte d'Azur. Il y a côtoyé des membres de la noblesse russe tels la Grande duchesse Anastasia ou le Comte Nikolaï Alexeïevitch Protassov-Bakhmetev, ainsi que plusieurs artistes de renom comme le peintre Valeri  Ivanovitch  Jacobi (en), l'écrivain Anton Pavlovitch Tchekhov, avec lequel il entretiendra une amitié forte et d'autres membres du même cercle, tels Vladimir Sobolevski, rédacteur du journal Les annales russes (Русские ведомости), le professeur sociologue Maxime Kovalevsky. Cette communauté russe de la Côte d’Azur se retrouvait souvent à la villa du professeur de zoologie Alexeï Korotnev (en).

#### Yourassoff et Tchekhov[19]
Extrait de lettres, auteur inconnu, (traduites du russe) :
« Un peintre, le vice-consul russe de Menton, N.I. Yourassov, a écrit de Nice à Tchekhov « J'ai lu récemment votre nouvelle L'Homme à l'étui que je n'ose louer » (lettres du août 1898 au 10 septembre 1898 - GBL)

Mais le voisinage proche de M.M. Kovalevsky, qui habitait à Beaulieu, lui rendait plus agréable les 20 minutes de trajet à partir de Nice, et il visitait souvent A. P. (Tchekhov) dont il prenait soin avec une touchante sollicitude.
Anton Pavlovitch (Tchekhov) se sentait là en très grande forme. Je l'ai rarement vu avec une telle vivacité et joie de vivre. Le lieu même où se trouvait notre pension ne se distinguait ni par son animation, ni par sa beauté. On n'avait pas de vue sur la mer, et même la montagne était masquée par les immeubles. Mais ce n'était pas loin de la rue principale, l'avenue de la Gare, que nous empruntions presque chaque jour pour aller à la mer où nous passions des heures.

S'est alors nouée une amitié touchante entre A.P. (Tchekhov) et Yourassoff, vice-consul local et consul à Menton, petit vieillard blanc, qui, avec adoration, veillait sur lui et se conduisait avec lui comme avec un enfant. Une fois par semaine, il lui apportait des gâteaux, de vrais gâteaux russes, et il invitait Anton Pavlovitch chez lui. Parfois j'ai pu partager le plaisir des gâteaux apportés par le vice-consul. »

##### Le29 avril 1902, Yourassof écrit à Tchekhov[10](traduit du russe)
« Il y a beaucoup de malades dans la colonie russe. Comme vous le savez depuis longtemps, j'ai enterré Jacobi au printemps et comme il ne lui restait plus rien que des dettes, sa tombe n'est pas encore recouverte et j'aimerai collecter quelque chose pour un monument. Constantin Makovski était ici cet été et a promis de s'en occuper mais je ne compte pas trop sur lui, mais plutôt sur Mikhail Petrovitch Botkine et sur Maxime Maximovitch Kovalevsky, qui m'ont promis leur aide. »
— (R G B)
Ensuite le monument sur la tombe de Jacobi fut effectivement installé. On ne sait pas si Tchekhov a participé à la collecte.

##### Lettre d'un auteur inconnu[10](traduite du russe)
« Anton Pavlovitch voulut connaître de moi l'état de santé de son grand ami qui vivait à Nice, Nicolas Ivanovitch Yourassoff, vice-consul de Menton, mais qui travaillait simultanément au consulat de Nice. Yourassoff avait depuis longtemps perdu un poumon et l'autre était déjà sévèrement endommagé. Dans cette situation, à demi-plié, avec des attaques cruellement suffocantes de toux, cette personne a survécu grâce au climat de la Riviera, jusqu'à quatre-vingts ans. C'était un ami des Russes, sincère, généreux, s'affairant pour eux, les aidant, visitant les malades. Par sa philanthropie, son désintéressement et sa générosité, Yourassoff fut céleste et fut un véritable consul, pas seulement par sa nomination. Yourassoff se rapprocha de Tchekhov qui l'aimait beaucoup. Tchekhov portait à Yourassoff une tendresse particulière et s'étonnait et se réjouissait de ce que le processus de la tuberculose se développait de façon particulièrement favorable chez Yourassoff.

Anton Pavlovitch disait de lui qu'à part l'âme, il ne lui restait que la peau et les os. Mais il grince, court tout le temps, travaille, trouve encore le temps de peindre, et vit de la sorte non pour lui, mais pour les autres. Yourassoff de son côté m'a dit plusieurs fois et a écrit à ses amis l'impression sympathique qu'il gardait d'Anton Pavlovitch. Il lui avait conseillé de venir s'installer sur la Riviera, et qui sait, le climat bienfaisant du sud de la France et de la mer Méditerranée nous auraient peut-être conservé Tchekhov quelques années de plus. Yourassoff en était lui-même un exemple. »

## Galerie

Tableaux de Nicolaï Ivanovitch Yourassoff
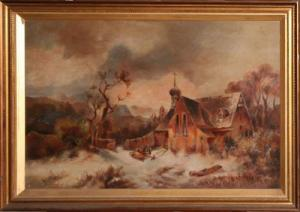
Église russe.
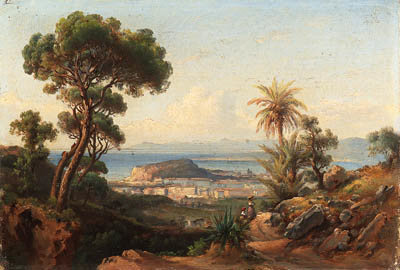
Paysage côtier sous un ciel ensoleillé - Sud de la France.
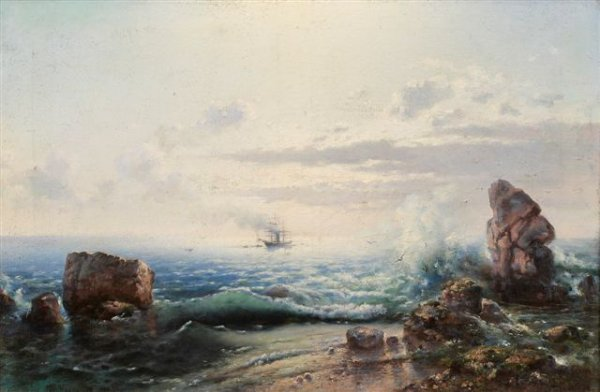
Mer à l'aube. 1891
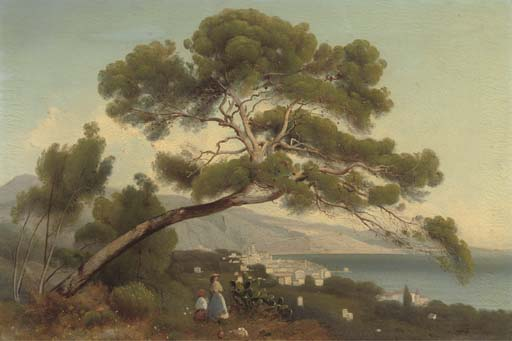
Vue sur une ville méditerranéenne - Sud de la France.
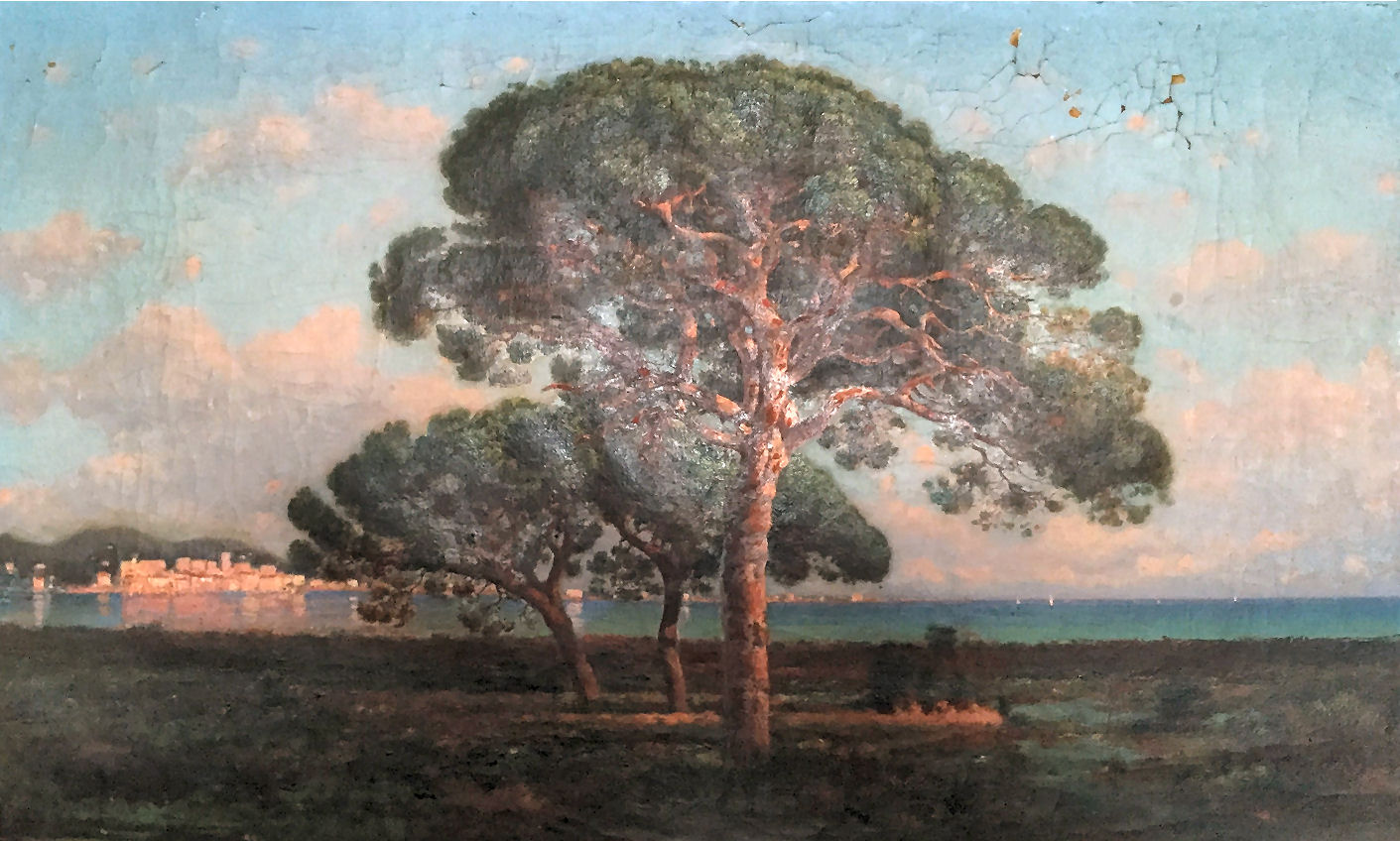
Paysage méditerranéen - Sud de la France.